# Saint-Amans-du-Pech
Saint-Amans-du-Pech è un comune francese di 195 abitanti situato nel dipartimento del Tarn e Garonna nella regione dell'Occitania.

## Società

### Evoluzione demografica
Abitanti censiti